# コペンハーゲン基準
コペンハーゲン基準（コペンハーゲンきじゅん）とは、ある国が欧州連合に加盟するのに適しているかを判断する基準。この基準では加盟を希望する国に対して民主的な統治や人権を尊重し、市場経済が機能する体制を有することと、欧州連合の義務と目的を受け入れることを求めている。この加盟基準は1993年6月のデンマーク・コペンハーゲンでの欧州理事会において決定され、このため加盟基準にコペンハーゲンの名前がつけられている。

## 加盟基準
コペンハーゲン理事会での議長声明によると加盟基準は次の通りとなっている。
Membership requires that candidate country has achieved
- stability of institutions guaranteeing democracy, the rule of law, human rights and respect for and, protection of minorities,
- the existence of a functioning market economy as well as the capacity to cope with competitive pressure and market forces within the Union.
- the ability to take on the obligations of membership including adherence to the aims of political, economic and monetary union.

（日本語試訳）加盟候補国は加盟に必要な要件として以下の基準を達成していることが求められる。
- 民主主義、法の支配、人権、マイノリティの尊重と保護を確保する安定した体制を有していること
- 連合内における経済的な競争力と市場原理に耐えうる能力を有していることに加え、市場経済が機能していること
- 政治同盟、経済同盟、通貨同盟としての目的を遵守するなどの、加盟国としての義務を負うことができること

上記の要件は1995年ごろから10年間ほどをかけて、欧州司法裁判所や欧州人権裁判所における判例のほか、欧州理事会、欧州委員会、欧州議会における法令で明文化されつつある。しかし現加盟国において解釈の若干の齟齬も見られることがある。
また、加盟基準は以下の3つの文書において定められている。
- 1992年署名の欧州連合条約第O条 - 地理的要件および全般的方針に関する要件
- 1993年6月のコペンハーゲン欧州理事会における宣言（コペンハーゲン基準） - より詳細な全般的方針が記述されている、
  - 政治的要件
  - 経済的要件
  - 法令上の要件
- 加盟候補国ごとの交渉における枠組み文書
  - 個別特有の詳細な状況
  - 欧州連合自体に加盟受け入れ能力が十分にあり、受け入れ態勢が整っていると判断されるまで、新規加盟国は連合内において加盟国としての地位を得ることができないと協調している文書

1993年にコペンハーゲン基準が合意された際、既存の加盟国がこの基準を遵守していることを確認するための仕組みがなかった。しかしオーストリアのイェルク・ハイダー率いる自由党政権に対する欧州連合の制裁が合意されたことにより、現在では上記加盟基準の遵守を確保するための取り決めが導入されている。この合意は2003年2月1日にニース条約の規定により効力を持つようになった。
加盟候補国との協議機関において、コペンハーゲン基準を満たすことに向けた進展状況は定期的に査定される。この査定に基づいて加盟の是非や時期、または加盟が可能になる前に必要な措置に関して決定がなされる。

## 地理的要件
1992年署名の欧州連合条約第O条（現在の第49条）では、欧州連合の原則を尊重するヨーロッパの国は加盟を申請することができるとうたわれている。欧州連合の拡大に関してヨーロッパ以外の国については言及されていないが、モロッコの加盟申請却下の決定とイスラエルとの密接な関係を「完全な加盟資格を有していないだけ」 (just short of full membership) としていることから、ヨーロッパ以外の国は欧州連合に加盟し得ないことがわかる。しかしヨーロッパの定義についてはさまざまなものがあり、ある国がヨーロッパの国であるかどうかの判断は欧州委員会や、より重要なものとしては欧州理事会でなされる。ヨーロッパであるか否かの欧州連合内部の分別は、まったくというものではないが、欧州評議会の分別に類似している。ヨーロッパであるかどうかについてキプロスの事例でいくつか議論が起こっており、キプロス島は地理的にはアジアに属しているが、広範な分野において歴史的にも、文化的にも、政治的にもほかのヨーロッパ諸国との関係が強く、このことから地理的な位置とは関係なく、キプロスはヨーロッパの国と考えられることが多い。またヨーロッパ以外にある加盟国の領域についても欧州連合の領域とすることがあり、たとえば南アメリカ大陸にあるフランス領ギアナはフランスの海外地域圏として欧州連合の領域に含められる。グリーンランドは北アメリカ大陸に含まれる地域の一部と考えられているが、1973年にデンマークの海外郡として欧州経済共同体に加入したものの、自治権を得た4年後の1983年に住民投票を実施して共同体から離脱している。

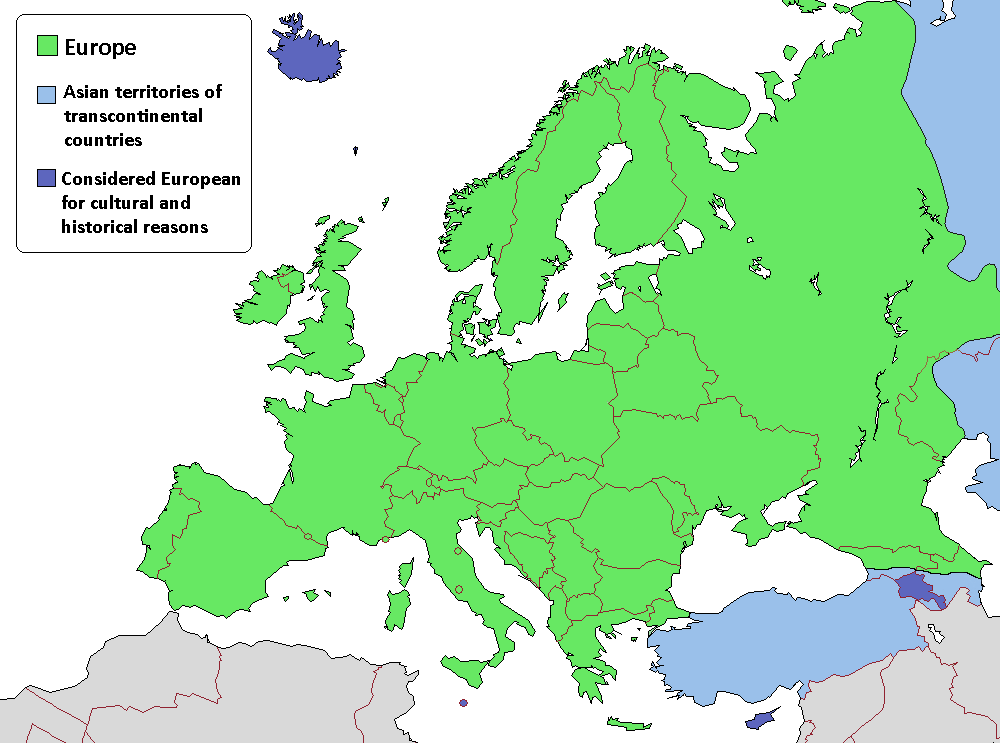
ヨーロッパの境界線の一例
ヨーロッパ
ヨーロッパに領土を持つ国のアジアの部分
文化や歴史の面でヨーロッパと判断される国・地域

トルコは国土の3%にあたる東トラキア地方が地理的にヨーロッパに含まれていることから、トルコ自体もまたヨーロッパの国とすることができるかについて議論が盛んに行われている。既存の加盟国がトルコの加盟手続きを進めることに不満を抱いているが、これは国民の90%以上がムスリムである国がヨーロッパのアイデンティティであるキリスト教の基本的な考え方に従うことができるのか疑問に感じているという意見がある。このほかにもトルコに対して障害となる経済や政治に関する多くの争点がある。欧州連合は2005年10月3日にトルコ政府と加盟協議を開始しているが、同日採択されたトルコの加盟協議に関する枠組み文書では、加盟協議の過程は公開され、また事前に先行きの保障はできないとされている。
拡大を推し進めようとするものの多くは、アレクサンドロス3世からオスマン帝国までのアナトリアとヨーロッパの間での歴史には広範囲にわたって関連性があり、地理的な議論というのは本質的なものではないと主張している。
非ヨーロッパの国は加盟国になりえないとされているが、そのような国も国際協定によって欧州連合とのさまざまな交流による恩恵を受けている。欧州共同体や加盟国が一体的に、あるいは個別的に第3国との協定を結ぶことに加えて、欧州近隣政策をはじめとするより具体的な協力関係も発展している。欧州近隣政策は欧州連合と地中海沿岸諸国との関係枠組みとなっていたバルセロナ・プロセスに替わって打ち出されたものであり、バルカン西部における安定化・連合プロセスや欧州経済領域とは異なるものである。ロシアは欧州近隣政策の対象ではなく、別の枠組みの中で協力関係を構築している。これらのことから欧州近隣政策は近い将来における欧州連合の境界線を画定するものとして認識されうるものになる。

## 政治的基準

### 民主主義
民主的な統治が機能しているとされるには、その国の市民が地方行政から国家レベルまでにいたるあらゆる統治行為に関する政治決定に際して、平等な地位に基づいて参加することが求められる。また秘密投票による自由な選挙や、執行機関に対して法がその権限に制約を与え、また行政権から独立した司法に自由に接触することができることも民主主義において欠かせない要件となっている。

### 法の支配
法の支配とは、統治機構はその行為が明文化された法に従っているときにのみ許されるというものであり、またその法も正当な手続きで採択されたものでなければならない。この原則は個々において独裁支配を防ぐ措置とされている。

### 人権
人権とは、人がそれぞれと人間としての性質のために有する権利であり、それは不可侵で、すべての人間に与えられたものである。ある権利が侵害されないということは、その権利は与えられるものでも、認められるものでも、制限されるものでも、交換されるものでも、売り払われるものでもないということを意味する。これらの人権には生きる権利、違反行為を行った時点で存在する法でしか訴追されない権利、奴隷的扱いを受けない権利、拷問を受けない権利が含まれる。
国際連合の世界人権宣言は人権について規定した文書において最も尊重されるものとされているが、欧州人権条約（人権と基本的自由の保護のための条約）のように強制力のある仕組みは持たない。欧州人権条約の規定に沿うようにするため、近年欧州連合に加盟した一部の国は立法や行政、司法制度において大幅な変更をなすことが求められた。その変更には民族的、あるいは宗教的なマイノリティの取り扱いや政治基盤の違いによる扱いの差別の撤廃がある。

### マイノリティの尊重と保護
各国内のマイノリティとされる人々は、言語といった独特の文化や慣習について、他者の人権に反することなくまた民主主義や法の支配の理念に反しない限りにおいて、差別を受けることがないようにされなければならない。
マイノリティ問題に関する欧州評議会の条約は解決に向けて大きな役割を持っていた。ところがこの分野は繊細なものであるため、条約ではマイノリティそのものの明確な定義をもたらすことができなかった。結果、調印国の多くが自国内のマイノリティに関する説明文を署名に書き添える形をとった。以下は民族的マイノリティの保護に関する枠組み条約の署名に付記された各国内のマイノリティの一部の例である。
- デンマーク - ユトランド半島南部のドイツ系住民
- ドイツ - ドイツ市民権におけるデンマーク系住民およびラウジッツのドイツ市民権を持つソルブ民族、歴史的にドイツ国内に居住する民族グループ、ドイツ市民権におけるフリース人、ドイツ市民権におけるシンティ・ロマ人
- スロベニア - イタリア系、ハンガリー系民族のマイノリティ
- イギリス - コーンウォールのコーンウォール人
- オーストリア - クロアチア系、スロベニア系、ハンガリー系、チェコ系、スロバキア系、ロマ系、シンティ系グループ
- ルーマニア - （ルーマニアは20の民族マイノリティを認知している。選挙法はマイノリティについて議会に代表を送ることを保障している）

このほかにも同条約の調印国はあるが、自国内にはマイノリティと定義されるものはいないとしている。
法律学者で構成されるヴェネツィア・グループでは、この条約では、独特な集団として位置づけられ、ある明確な分野において歴史を持つ集団や現在では歴史的に重要とされるマイノリティを構成し、また居住する国と安定した友好的な関係を維持する民族、言語、宗教において独特である人々について言及しているという認識で一致している。一方で学者や国の一部には民族についてさらにこの範囲を拡大するべきであるという考えがある。しかし移民のような近年のマイノリティについては、この条約内でいずれの調印国も触れていない。

## 経済的基準
経済的基準は一般的に言われているのが、加盟候補国には機能している市場経済を有していること、国内の生産事業者が連合内の競争や市場の圧力に対応しうることが求められている。

## 法令の調整
厳密にはコペンハーゲン基準で求められていることではないが、加盟を見込んでいる国は、過去に連合内で制定された法の総体系であるアキ・コミュノテールに沿うための法令を整備しなければならない。加盟に向けてアキ・コミュノテールは複数の章に分けられ、それぞれが異なる政策分野に割り当てられる。2007年のブルガリアとルーマニアの加盟となる第5次拡大の際には31の章に分けられて国内法と欧州連合の法の整合性について精査された。クロアチア、マケドニア共和国、トルコについては35の章に分けられている。